# Meissnershof (Hennigsdorf)
Meissnershof , auch Meißnershof, Meisnershof sowie Miesnershof, Miessnershof und Mießnershof, war ein Gehöft am Weg von Hennigsdorf nach Pinnow und am Rande der Havelwiesen gelegen. Im Frühjahr 1933 war es ein frühes deutsches Konzentrationslager der Nationalsozialisten.

## Lage, Name, frühe Geschichte
Ursprünglich stand hier im nördlichen Bereich der Falkenhagener Forst ein Teerofen, der 1704 erstmalig erwähnt wird und noch in der Schmettau-Schulenburgschen Karte mit zwei Gebäuden eingezeichnet ist. Im Urmesstischblatt von 1839 wird das Anwesen Neuehof oder Meisnershof genannt und lag im Forstgutsbezirk Hohenschöpping. Namensgeber war der aus einer der Colonien bei Neustadt/Dosse stammende Erbpächter George Meissner, auch Meisner oder Miesner genannt, unter dem wohl neue Gebäude errichtet wurden (daher auch Neuehof); laut Amtsblatt erfolgte die Benennung 1824. Meisner scheint aber nur kurzzeitig Pächter gewesen zu sein, 1826 wurde hier ein Sohn geboren, 1829 war Meisner bereits Molkenpächter (Milchviehpächter) auf dem Nordhof im Amt Königshorst, später wird er Colonist oder Bauer genannt. Im Hennigsdorfer Kirchenbuch werden in den 1830er und 1840er Jahren weitere Pächter zu Meissnershof erwähnt (Priess und Rathenow).

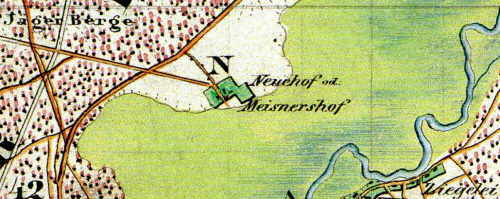
Neuehof oder Meisnershof, 1839

Zu dieser Zeit war das Gehöft auch Unterförsterei, 1834 wird der königliche Waldwärter George Christian Sott genannt (erst um 1840 wurde das Forsthaus Hohenschöpping am Weg von Hennigsdorf nach Velten errichtet).
Nordöstlich liegt Hohenschöpping mit einer Holzablage an der Havel, auf der anderen Seite der Havel zwei Ziegeleien (Werder Ziegelei und Stolper Ziegelei). Südlich entstand später eine weitere Ablage an einem Stichkanal, Tietzkanal genannt; hier wurden Töpferwaren aus Velten verschifft. Heu aus den Havelwiesen wurde in Heu-Scheunen gelagert und per Schiff transportiert.

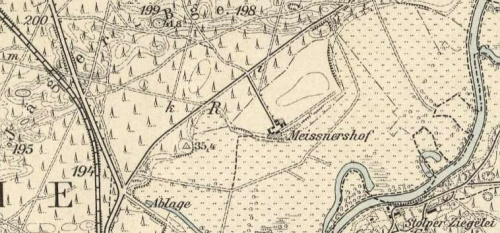
Meissnershof um 1877

Meissnershof bestand aus mehreren Gebäuden, wahrscheinlich aus einem Wohngebäude, einem Stall und einer Scheune sowie einem oder zwei Arbeiterhäusern, in denen mehrere Arbeiterfamilien wohnten. Im Schuljahr 1908/09 gingen 13 Kinder aus dem Forstgutsbezirk Hohenschöpping in Hennigsdorf zur Schule.
1910/11 erhielt der Hof mit dem Bau des Veltener Stichkanals „Wasserstraßenanschluss“, eine Brücke über den Kanal ermöglichte weiterhin eine Wegeverbindung nach Pinnow. Im selben Zeitraum entstand auf der östlichen Havelseite ein Wasserwerk für die Landgemeinde Pankow.

## Naturfreundehaus
Bereits während des Ersten Weltkriegs betrieb die Ortsgruppe Berlin des Touristenvereins “Die Naturfreunde” (Wien) ein Naturfreundehaus, Landheim Meißnershof genannt. Mehrere Ansichtskarten, die älteste von 1917, andere aus den 1920er Jahren, dokumentieren die Freizeitaktivitäten wie Zelten sowie Kanufahren und Baden im Stichkanal und in der Havel.

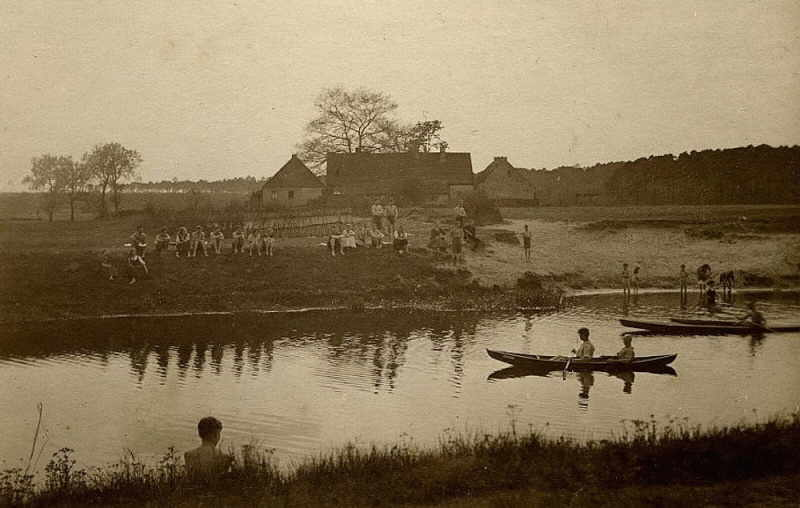
Naturfreundehaus Meissnershof, Ansicht vom Veltener Stichkanal, um 1924

Als 1928 die preußischen Gutsbezirke (auch Forstgutsbezirke) aufgelöst wurden, gehörte der Meissnershof den Cohnschen Erben, den Kindern des verstorbenen Gutsbesitzers von Nieder Neuendorf, Emil Cohn. Die Kolonie Meißnershof kam jetzt mit 3 Wohnhäusern zur Landgemeinde Hennigsdorf, der übrige Teil des Forstgutsbezirk mit Hohenschöpping zu Velten. Bis etwa 1930 stand auf dem Grundstück ein Verkaufshäuschen, in dem ein Hennigsdorfer Kaufmann wahrscheinlich Backwaren und Getränke anbot.

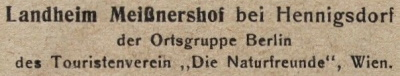

## Außenstelle des Konzentrationslagers Börnicke
Nach der Machtergreifung übernahm die SA-Standarte 224 mit Sitz in Nauen den Hof und betrieb hier eine Fahrschule. Zeitgleich begann die Nutzung als sogenanntes „wildes“ oder frühes KZ. Die Häftlinge waren überwiegend Sozialdemokraten und Kommunisten aus den Kreisen Ost- und Westhavelland, von denen mehrere von SA-Männern getötet wurden.
Der Veltener Stahlarbeiter und Kommunist Richard Ungermann (geb. 9. Juli 1908; gest. 16. Mai 1933) wurde am 14. Mai 1933 verhaftet, nach Meissnershof gebracht und dort zwei Tage später erschossen. Seine Leiche wurde in einen Sack eingenäht und bei Hennigsdorf in der Havel versenkt. Nach Ungermann war bis 1990, in Velten, eine Schule (heutige Linden-Grundschule) und eine Straße (heutige Wilhelmstraße) benannt. Am 20. Februar 2020 wurde vor seinem ehemaligen Wohnort in der Wilhelmstraße 19 in Velten ein Stolperstein für ihn verlegt.
In Hennigsdorf wurde der Tod von zwei Männern beurkundet: der Arbeiter Ernst Walter aus Rohrbeck (geb. 18. Juli 1893) wurde am frühen Morgen des 17. Mai 1933 in Meissnershof tot aufgefunden, der Arbeiter Erich Haasch aus Oranienburg (geb. 21. Juni 1908) am frühen Abend des 30. Juni 1933
Zu den Inhaftierten gehörte auch Oskar Debus aus Velten.
Nach der Auflösung des Konzentrationslagers am 24. Juni 1933 brachte man die Gefangenen in das KZ Oranienburg.
Die SA betrieb nach Schließung des Lagers eine Fahrschule auf dem Grundstück und führte weiterhin willkürliche Verhaftungen durch. SA-Sturmführer Heinrich Krein wurde im September 1933 verhaftet und 1934 wegen einer Vergewaltigung in Meissnershof zu zweieinhalb Jahren Zuchthaus verurteilt.
Eigentümerin des Hofes war noch um 1935 eine Tochter des verstorbenen Verlegers Emil Cohn.
Gegen mehrere Personen wurden nach dem Krieg Ermittlungen wegen Verbrechen gegen die Menschlichkeit und Misshandlungen durchgeführt, gegen einen Hennigsdorfer Arzt wegen Fälschung eines Totenscheines (im „Fall Erich Haasch“).

## Entwicklung nach Mai 1945
Unmittelbar nach dem Krieg wurde in den Gebäuden von Meissnershof wieder gewohnt und in der Umgebung wegen der schlechten Versorgungslage in der Nachkriegszeit Gemüse angebaut. Im Juni 1945 wurde ein 51-jähriger Arbeiter auf dem Gelände tot aufgefunden; hinsichtlich der Todesumstände widersprechen sich die Quellen: in der amtlichen Sterbeurkunde steht „Erschießen durch die Militärpolizei“, im katholischen Kirchenbuch „getötet durch einen betrunkenen Russen“.
Die Gebäude verfielen zusehends und wurden in den folgenden Jahren abgetragen, die Fläche als Lagerplatz und Halde genutzt; in den 1980er Jahren stand eine große Lagerhalle auf dem Gelände. Seit der Wende hat sich ein Betrieb zur Herstellung von Betonfertigteilen dort etabliert. Von den Gebäuden des ehemaligen Meissnershof ist nichts mehr vorhanden.

## Gedenken
2015 war die Ausstellung Terror in der Provinz Brandenburg. Frühe Konzentrationslager 1933/34 in Hennigsdorf zu sehen.
Im Oktober 2019 wurde schließlich eine Gedenkstele zur Erinnerung an das ehemalige Lager aufgestellt.